# Ruelliopsis
Ruelliopsis es un género de plantas con flores perteneciente a la familia Acanthaceae. El género tiene tres especies de hierbas.

## Especies
- Ruelliopsis damarensis
- Ruelliopsis mutica
- Ruelliopsis setosa